# Août 1942
Les événements concernant la Seconde Guerre mondiale sont détaillés dans l'article Août 1942 (Seconde Guerre mondiale).

## Événements
- 3 août : départ du 14e convoi de déportation des Juifs de France, de Pithiviers vers Auschwitz : 1034 déportés, 4 survivants à la Libération.

- 5 août :
  - Jan Piekałkiewicz devient le nouveau Délégué en Pologne du gouvernement polonais en exil.
  - Départ du 15e convoi de déportation des Juifs de France, de Beaune-la-Rolande vers Auschwitz : 1014 déportés, 5 survivants à la Libération.

- 7 août :
  - Départ du 16e convoi de déportation des Juifs de France, de Pithiviers vers Auschwitz : 1069 déportés, 6 survivants en 1945
  - L'opération « Tour de guet » (Watchtower) initie la bataille de Guadalcanal alors que les forces américaines envahissent Gavutu, Guadalcanal, Tulagi et Tanambogo dans les îles Salomon.
  - Alfonso López Pumarejo est élu président de Colombie à l’occasion d’élections entachées de violences et de fraudes (fin en 1945). Il doit affronter une féroce opposition tant des conservateurs que de ses amis libéraux, dont le populiste Jorge Eliécer Gaitán.

- 9 août : 

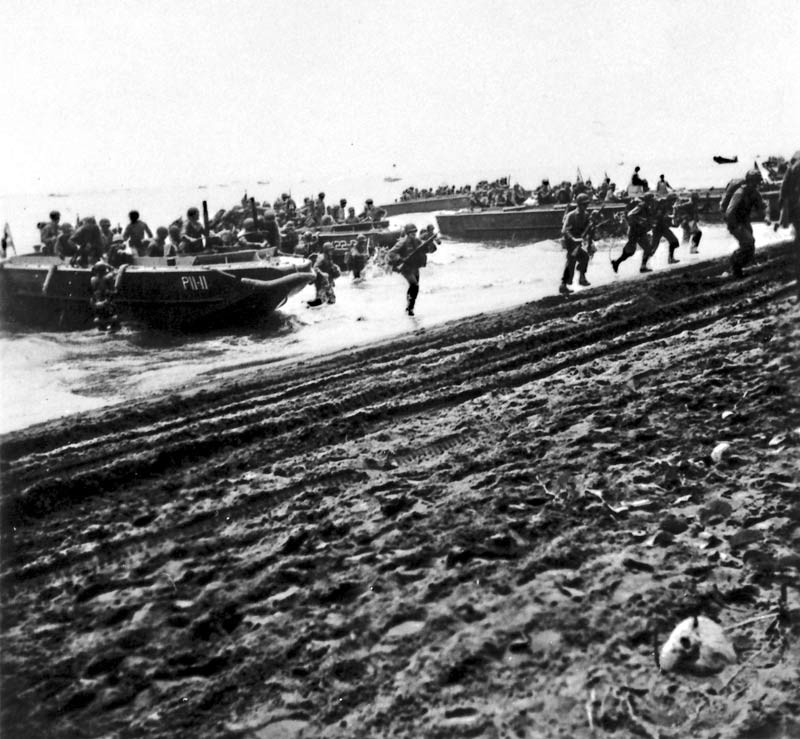
Débarquement sur une des plages de l'île de Guadalcanal, 7 août 1942 ; les Américains sont de prime abord surpris par l'absence d'hostilité apparente en réaction à leurs mouvements de troupes.

  - début de la deuxième évacuation des troupes polonaises d’Union soviétique : 69 247 personnes sont évacuées vers l'Iran ;
  - victoire japonaise à la bataille de l'île de Savo ;
  - le gouvernement britannique déclare le Congrès illégal, emprisonne tous ses chefs (dont Gandhi et Nehru) et adopte de sévères mesures de contrôle. Le soulèvement populaire qui en résulte est réprimé de façon très ferme ;
  - Création à Léningrad de la Symphonie nº 7 de Chostakovitch.

- 9 - 13 août : opération Pedestal sur Malte.

- 10 août : départ du 17e convoi de déportation des Juifs de France, du camp de Drancy vers Auschwitz : 1006 déportés, 1 survivant en 1945.

- 11 août : arrivée à Compiègne du premier convoi de prisonniers libérés au titre de la Relève.

- 12 août : départ du 18e convoi de déportation des Juifs de France, du camp de Drancy vers Auschwitz : 1007 déportés, 10 survivants en 1945.

- 12 - 17 août : seconde conférence de Moscou.

- 13 août :  le général Bernard Montgomery est nommé commandant de la 8e Armée britannique en Afrique du Nord.

- 14 août : départ du 19e convoi de déportation des Juifs de France, du camp de Drancy vers Auschwitz : 991 déportés, 1 survivant en 1945.

- 16 août : liquidation du ghetto de Radom (30 000 victimes).

- 17 août : départ du 20e convoi de déportation des Juifs de France, du camp de Drancy vers Auschwitz : 1000 déportés, 3 survivants en 1945.

- 18 août : débarquement de Dieppe. 6 100 soldats (dont 4 963 Canadiens) s’embarquent pour Dieppe. L’opération échoue. 2 753 Canadiens sont tués, 2 210 rentrent en Angleterre (dont 617 sont blessés).

- 19 août : 
  - Opération Jubilé, raid des forces canadiennes et britanniques sur Dieppe en France, s'achève par un échec et entraîne la mort de près de 1200 soldats dont plus de 900 canadiens.
  - Départ du 21e convoi de déportation des Juifs de France, du camp de Drancy vers Auschwitz : 1000 déportés, 5 survivants en 1945.

- 20 août :  début de la bataille de Stalingrad.

- 21 août : 
  - Départ du 22e convoi de déportation des Juifs de France, du camp de Drancy vers Auschwitz : 1000 déportés, 7 survivants en 1945.
  - Le drapeau allemand flotte sur le mont Elbrouz, point culminant du Caucase.

- 22 août : le Brésil déclare la guerre à l’Allemagne et à l’Italie. Il est le seul pays d’Amérique latine à envoyer des troupes en Europe (décembre).

- 24 août : départ du 23e convoi de déportation des Juifs de France, du camp de Drancy vers Auschwitz : 1000 déportés, 3 survivants en 1945.

- 24 - 25 août : bataille des Salomon orientales

- 25 août :
  - les Alsaciens sont contraints au service obligatoire dans la Wehrmacht;
  - des voitures gonio allemandes et 280 policiers allemands sont autorisés à pénétrer en zone libre.

- 26 août : 
  - départ du 24e convoi de déportation des Juifs de France, du camp de Drancy vers Auschwitz : 1002 déportés, 23 survivants en 1945;
  - France : livraison aux Allemands de 6584 Juifs étrangers de la zone Sud..

- 28 août : départ du 25e convoi de déportation des Juifs de France, du camp de Drancy vers Auschwitz : 1000 déportés, 8 survivants en 1945.

- 30 août :  
  - le Luxembourg est formellement annexé au Reich allemand;
- France : l’archevêque de Toulouse, Mgr Saliège, fait lire dans les paroisses du diocèse une lettre contre les persécutions antisémites.

- 30 - 31 août : démantèlement en Allemagne du réseau de résistance Rote Kapelle (Orchestre rouge). Animé par les communistes, il fournissait des renseignements à l’Union soviétique. Ses membres sont exécutés.

- 31 août : départ du 26e convoi de déportation des Juifs de France, du camp de Drancy vers Auschwitz : 1000 déportés, 17 survivants en 1945.

## Naissances
- 1er août : Tony Roman, chanteur.

- 2 août : Leo Beenhakker, entraîneur néerlandais de football († 10 avril 2025).

- 4 août
  - Bernard Barsi, évêque catholique français, archevêque de Monaco († 28 décembre 2022).
  - Don S. Davis, acteur américain.

- 9 août : Jack DeJohnette, batteur et pianiste de jazz américain.

- 10 août : Bob Runciman, chef du Parti progressiste-conservateur de l'Ontario par intérim.

- 13 août : 
  - Robert L. Stewart, astronaute américain.
  - Hissène Habré, homme d'État tchadien et ancien président de la république du Tchad († 24 août 2021).

- 15 août : Franco Mimmi, écrivain italien.

- 18 août : 
  - Jim Abbott, homme politique.
  - Michel Kafando, diplomate burkinabé.

- 22 août : Felipe Quispe, homme politique bolivien († 19 janvier 2021).

- 24 août : Gary Filmon, premier ministre du Manitoba de 1988 à 1999.
- 25 août : Pauline Maata Nkumu wa Bowango Anganda Diono, femme politique congolaise.

- 26 août : John E. Blaha, astronaute américain.

- 28 août : 
  - Giacomo Caliendo, magistrat et homme politique italien.
  - Jorge Urosa, cardinal vénézuélien, archevêque de Caracas († 23 septembre 2021).
  - José Eduardo dos Santos, homme d'état angolais et président de l'Angola de 1979 à 2017 († 8 juillet 2022).

## Décès
- 4 août : Alberto Franchetti, 81 ans, compositeur italien, appartenant à l'école du vérisme et à la Giovane Scuola. (° 8 septembre 1860)

- 5 août : Julien Lootens, coureur cycliste belge (° 2 août 1876).

- 9 août : Tahar Sfar, homme politique tunisien (° 15 novembre 1903).

- 14 août : Tan Yuling, Noble Concubine Impériale Mingxian (° 1920).